# Слончак Володимир Вікторович
Володимир Вікторович Слончак (нар. 26 липня 1984 року, Васильків, Київщина) — колишній заступник голови Київської міської державної адміністрації Віталія Кличка, кандидат юридичних наук, заслужений юрист України. Член ВО «Батьківщина», лідер Дарницького осередку.

## Освіта
- 2005 року закінчив Міжрегіональну Академію управління персоналом (МАУП), магістр правознавства.
- Кандидат юридичних наук (2018)
- Заслужений юрист України (2016)[1]

## Життєпис
З 2006 року працює у місцевому самоврядуванні, працював головним спеціалістом відділу правової експертизи Київради, заступника голови Київської міської адміністрації. З 2015 року — голова наглядової ради компанії «Київміськбуд», представляє там територіальну громаду Києва (КМДА).
12 грудня 2018 — заступник голови КМДА з питань здійснення самоврядних повноважень.
березень 2016 — начальник управління правового забезпечення діяльності Київської міської ради секретаріату Київської міської ради
липень 2014 — заступник начальника управління правового забезпечення діяльності Київської міської ради секретаріату Київської ради.
січень 2012 — начальник відділу правової експертизи проектів рішень та розпоряджень управління правового забезпечення секретаріату Київської міської ради.
вересень 2011 — заступник начальника відділу правової експертизи проектів рішень та розпоряджень управління правового забезпечення секретаріату Київської міської ради.
листопад 2007 — начальник відділу експертизи проектів рішень з питань землекористування та містобудування управління правової експертизи проектів рішень та розпоряджень секретаріату Київської міської ради.
листопад 2006 — начальник відділу експертизи проектів рішень з питань землекористування та містобудування управління правового забезпечення секретаріату Київської міської ради.
грудень 2005 — головний спеціаліст відділу правової експертизи проектів рішень Київради, розпоряджень міського голови, заступника міського голови — секретаря Київради управління правового забезпечення секретаріату Київської міської ради.
У вересні 2020 р. був висунутий ВО «Батьківщина» кандидатом у Київську міську раду, за № 1 у Дарницькому району.
15 серпня 2023 року НАЗК за результатами моніторингу способу життя депутата Київської міської ради виявило ознаки корупційного кримінального правопорушення, які свідчать про його незаконне збагачення на суму майже 8,5 млн гривень. Так, згідно з відомостями, зазначеними у декларації Володимира Слончака за 2020 рік, він отримав суму у 300 000$ подарунком від матері. Однак НАЗК з’ясувало, що розмір її доходів за останні 22 роки не дозволяв накопичити суму коштів для здійснення такого подарунку. НАЗК направило матеріали до Національного антикорупційного бюро України для вирішення питання щодо внесення відомостей до Єдиного реєстру досудових розслідувань за ознаками кримінального правопорушення та здійснення досудового слідства з метою притягнення депутата Київської міської ради до кримінальної відповідальності.

## Розслідування діяльності
26 квітня 2020-го Слончака було затримано патрульними поліціянтами коли водій не увімкнув фари. З ним в авто була заступниця голови комісії з питань бюджету та соціально-економічного розвитку Людмила Костенко. За даними поліції, Володимир накинувся на поліцейського, після чого його було затримано й доставлено в ізолятор тимчасового утримання. Сам Володимир заявив, що поліцейські перевищували повноваження при затриманні автомобіля в якому він перебував.
27 квітня був звільнений з посади заступника голови КМДА за звинуваченням у погрозах та нападі на працівника патрульної поліції. Того ж дня йому було повідомлено про підозру. 28 квітня його було відправлено під нічний домашній арешт до 27 червня 2020-го включно.

## Нагороди
- 2006 та 2014 — подяка Київського міського голови
- 2009 — почесна грамота Київського міського голови
- 2011 — почесна грамота Міністерства регіонального розвитку, будівництва та житлово-комунального господарства України

## Особисте життя
Разом з дружиною Лілією Слончак виховує доньку та сина. Захоплення: футбол, волейбол